# Nazionali nord e centroamericane di calcio a 5
Le nazionali di calcio a 5 nord e centroamericane sono le rappresentative calcistiche dei paesi caraibici, dell'America centrale e dell'America settentrionale, tutte quante poste sotto l'egida della confederazione CONCACAF.
A questi si aggiungono la Guyana e il Suriname, che in realtà geograficamente fanno parte dell'America meridionale, ma essendo ex-colonie o colonie di stati europei, sono molto più simili culturalmente ai paesi caraibici.
In realtà, non ci sono squadre di un certo calibro, essendo molti stati colonie, ex-colonie o piccole isole che poco possono offrire in termini di potenziali calcistici. Oltretutto la situazione delle federazioni di cui le nazionali fanno parte è abbastanza complessa.
Le nazionali disputano la CONCACAF Futsal Tournament e le qualificazioni ai mondiali.

## Membri FIFA
Sono le squadre iscritte sia alla CONCACAF che alla FIFA, partecipano a ogni tipo di competizione e alle qualificazioni ai mondiali.
| - Antille Olandesi - Aruba - Canada - Costa Rica - Cuba - Dominica - Grenada - Guatemala - Guyana - Haiti - Messico - Nicaragua - Panama - Porto Rico - El Salvador - Saint Vincent e Grenadine - Suriname - Stati Uniti - Trinidad e Tobago - Turks e Caicos |

## Membri non FIFA
Sono le nazionali sotto l'egida di federazioni non iscritte alla FIFA, ma solo alla CONCACAF. Queste squadre, tutte colonie europee, giocano soltanto le partite relative alla CONCACAF Gold Cup e alle competizioni continentali, ma non possono qualificarsi ai mondiali di calcio a 5.
- Sint Maarten